# The Tank Museum
The Tank Museum (letteralmente Il Museo del Carro Armato) è una collezione di mezzi corazzati situata a Bovington, città del Dorset nell'Inghilterra sud-occidentale.
Ritenuta una delle collezioni più importanti al mondo sul tema, contiene circa 300 mezzi provenienti da più di venti nazioni, che illustrano pressoché interamente la storia dei mezzi corazzati, dalla prima guerra mondiale alla fine della guerra fredda.

## Storia
Nel 1915 il War Office decise che le pianure che circondavano Bovington fossero adatte come campo di prova per testare le capacità dei primi carri armati, trovandosi anche vicino alla costa e garantendo quindi un trasporto più agevole verso il continente. Il campo militare di Bovington durante il conflitto (e successivamente) assunse anche il ruolo di deposito di manutenzione per i mezzi che arrivavano dal fronte.
Nel 1923, dopo aver visitato una piccola esposizione organizzata all'interno del campo, lo scrittore Rudyard Kipling, suggerì di riutilizzare i carri lasciati alle intemperie in quanto non riutilizzabili per la creazione di un'esposizione tematica permanente. Inizialmente la raccolta comprendeva solo mezzi risalenti alla Grande Guerra, ma presto aumentò grazie all'inserimento al suo interno di carri rimossi dal servizio o mezzi nemici catturati e portati in Inghilterra a scopo di studio durante e al termine della seconda guerra mondiale, permettendo nel 1947 l'apertura dello spazio dedicato al conflitto da poco conclusosi.

## Mezzi esposti
L'esposizione comprende mezzi risalenti alla prima guerra mondiale, al primo dopoguerra, al secondo conflitto mondiale e alla guerra fredda, nonché mezzi moderni (come il carro inglese Challenger 2). Molti dei mezzi sono meccanicamente funzionanti, e vengono movimentati davanti al pubblico su una pista ricavata all'esterno del museo in occasione della cosiddetta Tankfest, evento che attrae annualmente venticinquemila visitatori.
La ricca collezione è suddivisa in sezioni corrispondenti ai vari periodi storici: di seguito vengono elencati alcuni dei mezzi esposti.

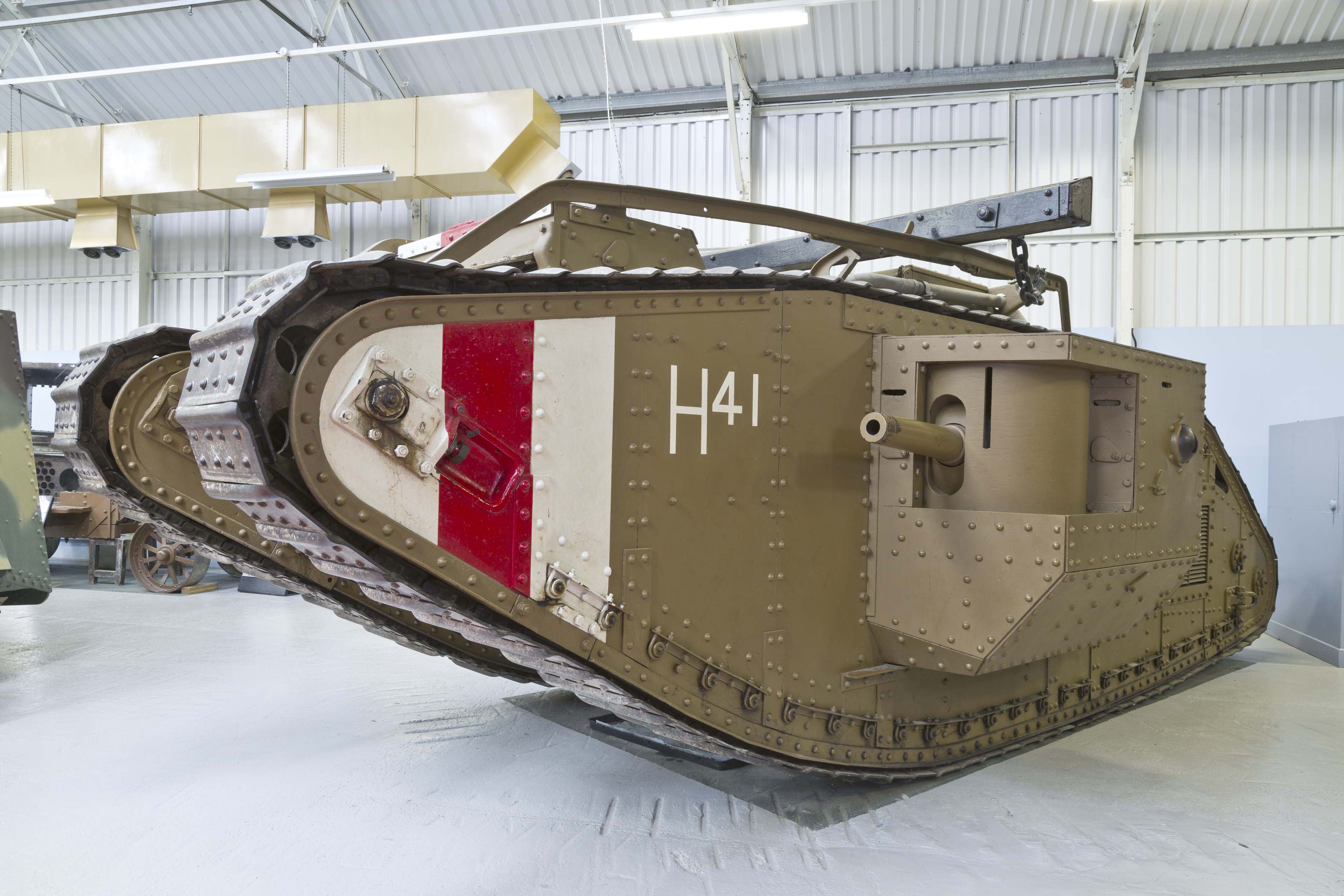
Carro Mark V versione Male

### Prima guerra mondiale
- Little Willie, il primo prototipo di carro armato mai esistito
- carro Mark I versione "Male", denominato Clan Leslie
- carro Mark IV Male, denominato Excellent
- carro Mark V Male, uno dei pochi mezzi risalenti alla Grande Guerra ancora meccanicamente funzionanti

### Periodo interguerra
- Vickers A1E1 Independent

### Seconda guerra mondiale

#### Carri britannici

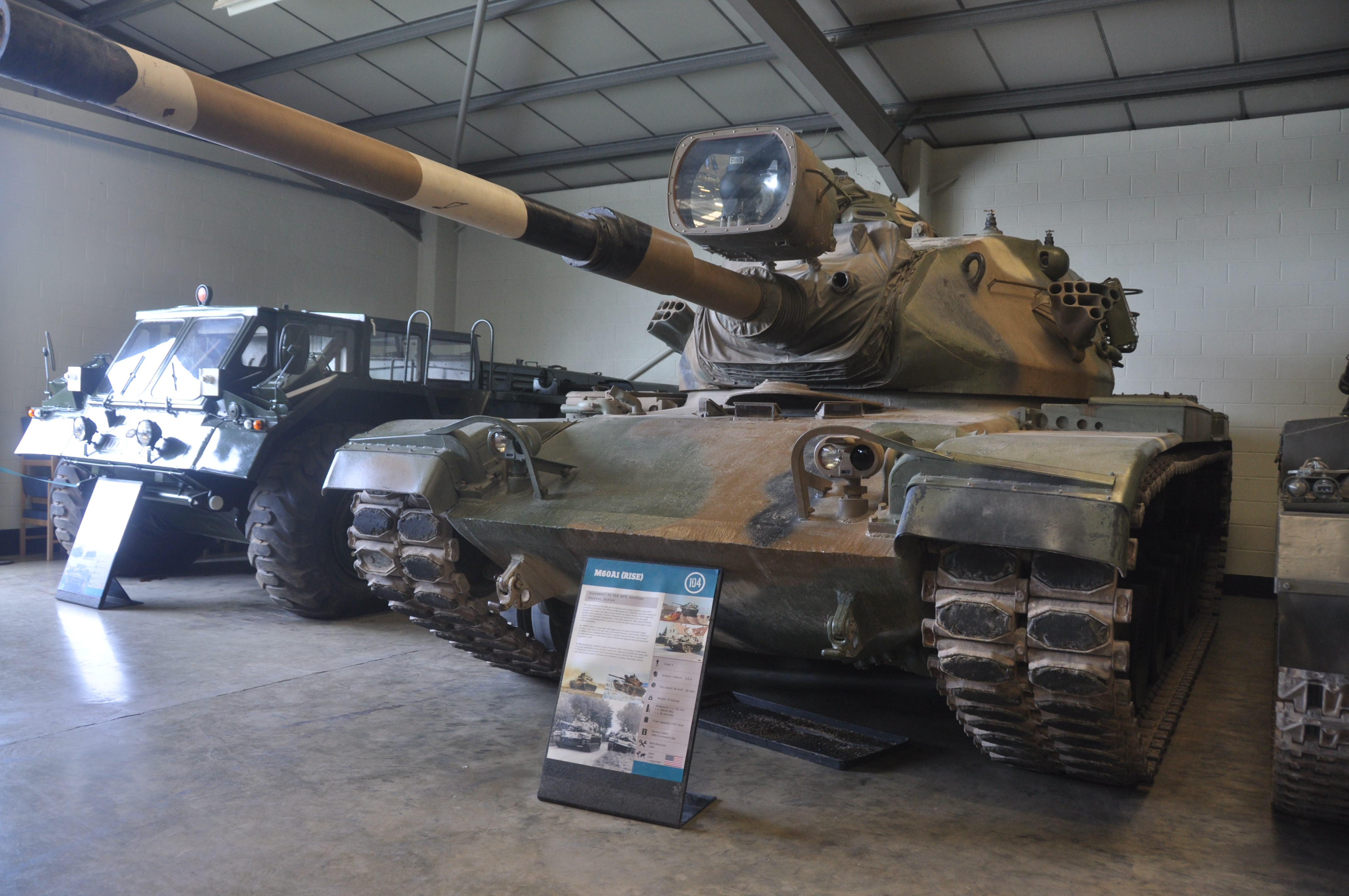
Carro M60A1 Patton

- T17 Staghound (di origine americana, ma impiegato esclusivamente dalle forze del Commonwealth)

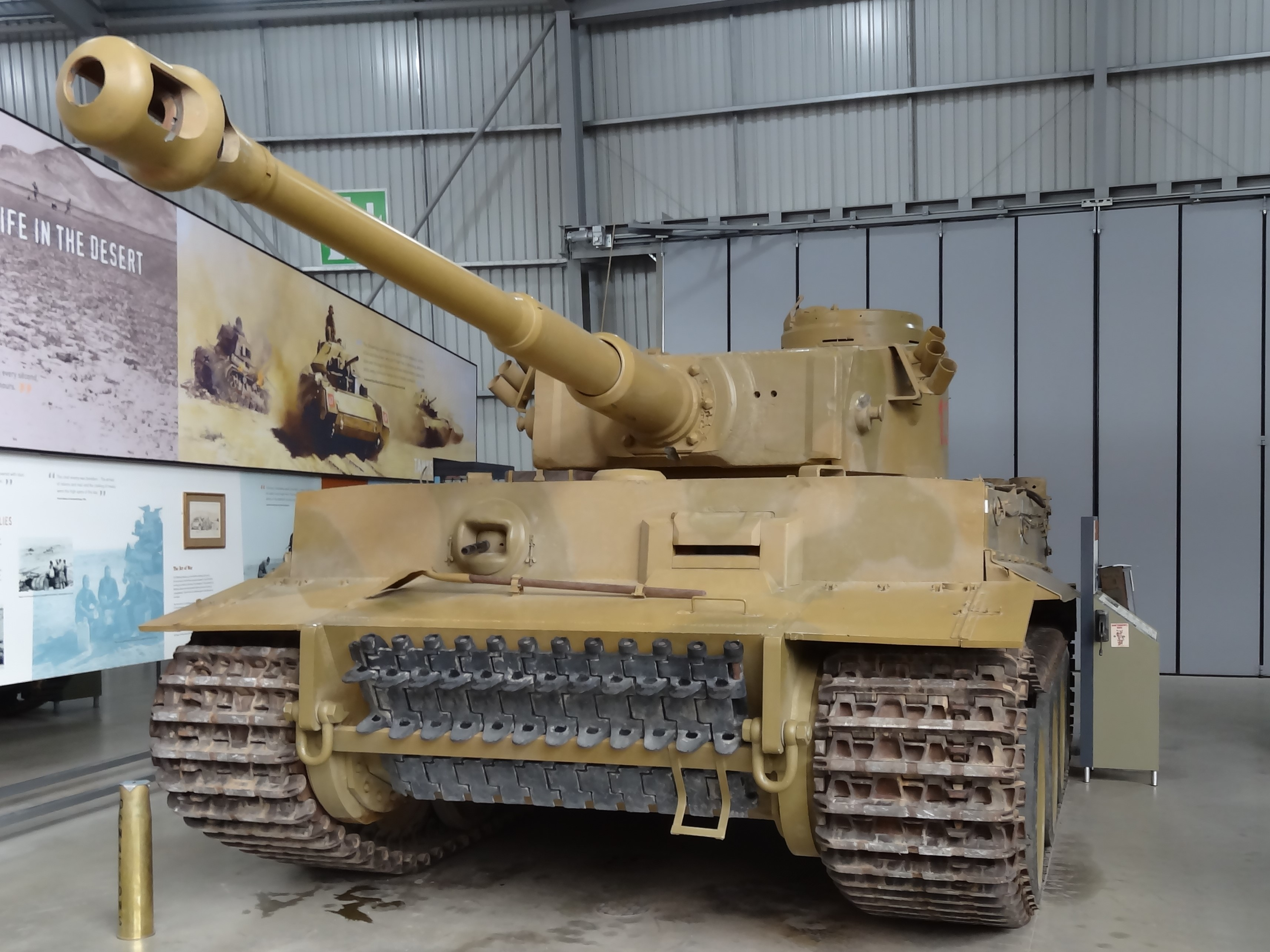
Carro Tiger numero 131

- Matilda MkI
- Churchill Mk VII
- Sherman Firefly
- Tortoise
- Comet I

#### Carri tedeschi
- Panzer I
- Panzer II
- Panzer III
- Panzer IV
- Stug III
- Panther
- Jagdpanther
- Tiger I, compreso il Tiger 131, l'unico esemplare meccanicamente funzionante al mondo
- Tiger II
- Jagdtiger

#### Carri statunitensi

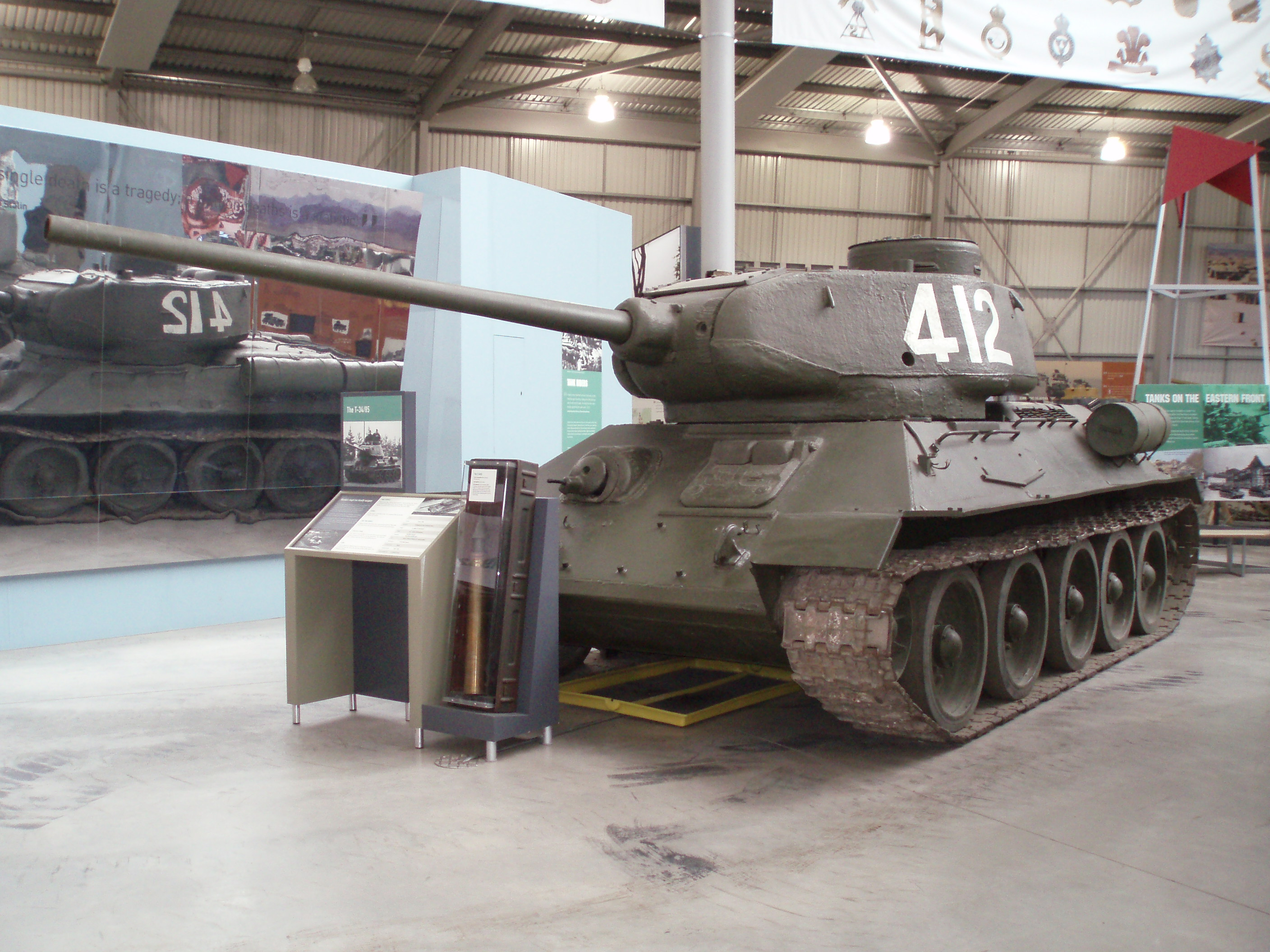
Carro T-34/85 (versione del 1944)

- M24 Chaffee
- M4 Sherman, in varie versioni
- M10 Wolverine
- M26 Pershing

#### Carri sovietici
- SU-76
- SU-100
- KV1
- T-34

### Guerra fredda

#### Carri britannici
- Centurion
- Conqueror
- Chieftain
- FV101 Scorpion
- Challenger 1
- Challenger 2

#### Carri statunitensi
- M41 Bulldog
- M103
- M48 Patton
- M60 Patton

#### Carri sovietici
- T-54 e T-55
- T-62
- T-72
- BMP-1

## Apparizioni nei media
Il Tiger 131 del museo è apparso nel film del 2014 Fury.